# Султан Махмуд
Султан Махмуд (ум. 1505/1506) — 6-й ширваншах (правитель государства Ширваншахов) из династии Дербенди. Пришел к власти после предательского убийства своего отца Газибека. Согласно разным источникам, Султан Махмуд правил от нескольких дней до нескольких месяцев и, будучи свергнутым народом, бежал к Исмаилу Сефеви. Его место занял его дядя Шейхшах (Ибрагим II), популярный в народной среде.
После изгнания Султан Махмуд заручился поддержкой Сефевидов и решил вернуть себе престол. В 1505/1506 г. он во главе кызылбашского войска вторгся в Ширван, но был убит своим любимым рабом, мамлюком Карабеком.